# برونو اوژه
برونو اوژه (فرانسوی: Bruno Huger‎؛ زادهٔ ۱۰ اوت ۱۹۶۲) دوچرخه‌سوار اهل فرانسه است.